# Округ Вебстер (Џорџија)
Округ Вебстер (енгл. Webster County) је округ у америчкој савезној држави Џорџија.

## Демографија
По попису из 2010. године број становника је 2.799, што је 409 (17,1%) становника више него 2000. године.
| Група             | 2000.         | 2010.         |
| Белци             | 1.186 (49.6%) | 1.492 (53,3%) |
| Афроамериканци    | 1.124 (47,0%) | 1.185 (42,3%) |
| Азијати           | 0 (0,0%)      | 7 (0,3%)      |
| Хиспаноамериканци | 66 (2,8%)     | 98 (3,5%)     |
| Укупно            | 2.390         | 2.799         |